# گنج‌آباد (ایرانشهر)
گنج‌آباد، روستایی در دهستان ابتر بخش مرکزی شهرستان ایرانشهر در استان سیستان و بلوچستان ایران است.

## جمعیت
بر پایه سرشماری عمومی نفوس و مسکن در سال ۱۳۹۵، جمعیت این روستا برابر با ۲۵۱ نفر (۷۶ خانوار) بوده‌است.